# Vita su Titano
Sull'eventualità di presenza di vita su Titano, la sesta luna di Saturno, è in corso da anni un ampio dibattito scientifico.
Sebbene sulla superficie di Titano non sia possibile la presenza di acqua allo stato liquido (elemento indispensabile, secondo molti scienziati, per i procedimenti biochimici che permettono la vita), essendo la sua temperatura superficiale estremamente bassa ( -179 °C), le scoperte fatte dalla missione spaziale Cassini-Huygens hanno aperto plausibili possibilità che molecole organiche, e quindi forme di vita, possano essersi sviluppate su Titano.

## Atmosfera complessa e reattiva

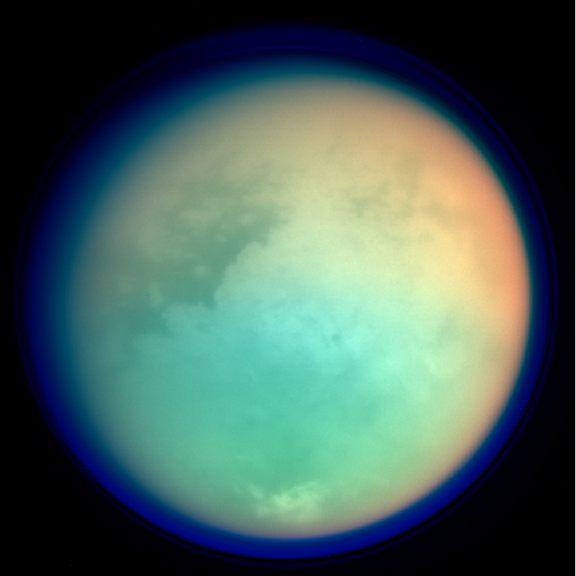
Visione multispettrale di Titano

Titano risulta essere l'unico satellite naturale dell'intero sistema solare ad avere un'atmosfera sviluppata, composta da numerosi gas (azoto e metano in prevalenza). Numerosi esperimenti hanno evidenziato come, in un'atmosfera simile a quella di Titano, ed in presenza di radiazione ultravioletta, si possano sviluppare molecole complesse e polimeri come la tolina.
Ulteriori esperimenti hanno osservato la formazione delle cinque basi azotate nucletide (i mattoni del DNA e dell'RNA) e di amminoacidi quando dell'energia viene applicata ad un composto gassoso simile all'atmosfera di Titano. È stata la prima osservazione di formazione di basi nucleotide e amminoacidi in assenza di acqua liquida.

## Ciclo idrologico degli idrocarburi
Su Titano sembra essere presente, come confermato anche dalle scoperte della Missione spaziale Cassini-Huygens, un processo idrologico basato sugli idrocarburi (metano ed etano), che si troverebbero in forma gassosa, liquida e solida, caratterizzato da evaporazione, condensazione, precipitazione ed infiltrazione, imitando il ciclo dell'acqua presente sulla Terra.

## Oceani di acqua sotto la crosta
Alcuni scienziati ipotizzano che sotto la crosta ghiacciata di Titano si possano trovare oceani composti da acqua allo stato liquido mischiata con ammoniaca, in grado di favorire lo sviluppo di composti organici.

## Possibilità di reazioni biochimiche nello strato più interno dell'atmosfera
Nel giugno 2010, i dati riportati dalla sonda Cassini hanno evidenziato delle anomalie nella composizione dell'atmosfera di Titano prossima alla superficie della luna. 
Due studi distinti hanno evidenziato queste anomalie; nel primo studio si evidenzia come l'idrogeno scompaia nei pressi della superficie, nel secondo si è osservato la mancanza di tracce di acetilene, composto che dovrebbe essere abbondante in un'atmosfera di metano.
Il fatto è giustificabile utilizzando la teoria delle biochimiche ipotetiche: la vita potrebbe essersi sviluppata anche in assenza di acqua, utilizzando al suo posto gli idrocarburi presenti su Titano; la respirazione cellulare avverrebbe assorbendo idrogeno invece dell'ossigeno e facendolo reagire anziché con lo zucchero con l'acetilene per produrre metano al posto dell'anidride carbonica.
Il consumo di queste sostanze nei pressi della superficie di Titano potrebbe comunque essere dovuto a reazioni inorganiche ed in particolare all'attività dei vulcani presenti sulla luna, l'ipotesi che siano microrganismi a respirare le sostanze e farle reagire è pertanto al momento solo un'interessante speculazione.
Nel 2015 James Stevenson e colleghi della Cornell University hanno proposto che l'acrilonitrile, un idrocarburo presente nell'atmosfera di Titano, potrebbe svolgere per un'ipotetica forma di vita presente sulla luna una funzione analoga a quella svolta dai fosfolipidi nelle forme di vita terrestre. Alle temperature di Titano infatti l'acrilonitrile solubilizzata in metano ed etano liquidi forma spontaneamente vescicole, note come azotosomi, che per le loro proprietà meccaniche, comparabili a quelle dei liposomi, sono candidati ideali per svolgere la funzione di ambiente cellulare.